# Lorenzo Novo Mier
Lorenzo Novo Mier (en asturiano Llorienzu Novo Mier) (28 de marzo de 1917, Oviedo - 30 de junio de 1990, Oviedo) fue un escritor español en lengua asturiana y lengua castellana

## Biografía
Lorenzo Novo nació en Oviedo estudiando en el colegio de los Hermanos Maristas de Oviedo. En 1934 acaba el bachillerato y estudia Magisterio. Durante la guerra civil española fue reclutado por el bando nacional. En 1939, al finalizar la guerra, se asienta en Zaragoza hasta 1940 en el que se traslada a Asturias para ejercer de maestro. Trabaja como maestro de escuela hasta que en 1947 obtiene el puesto de funcionario en el Instituto Nacional de Previsión en una oposición.

## Carrera Literaria
Lorenzo Novo Mier comienza a colaborar en el periódico La Voz de Asturias bajo el seudónimo de «Leonzor». También utilizó los seudónimos de «Xuan del Cristu» y «Xuan d'Uviéu». En el semanario Carbón también utilizó el seudónimo «Juan Labrador».
En 1950 junto a Alfonso Iglesias promueve el Día de América en Asturias.
A finales de la década de los 70 funda junto a José León Delestal la Asociación de Amigos del Bable.
Fue miembro fundacional de la Academia de la Lengua Asturiana, siendo nombrado su primer secretario.

## Obra publicada
- Dicionariu xeneral de la llingua asturiana --  Oviedo: Asturlibros, 1979.
- Métodu de llingua asturiana: (cursu elemental) --  Asturias: Luciano García Editor, 1979.
- Una historia vulgar: (novela) -- Mieres, 1979. Obra finalista del Premio Tigre Juan.
- El habla de Asturias: comparada con las otras lenguas vernáculas hispánicas: (estudio histórico-lingüístico) --  Oviedo: Asturlibros, 1980.
- Asturianaes -- Asturias, 1980.
- Diccionario general español-asturiano.  --  Oviedo: Asturlibros, 1983.
- La Santa Misa / versión en llingua asturiana de Lorenzo Novo Mier --  Oviedo: Asturlibros, 1984.
- Obra asturiana completa -- Oviedo: Conseyería d'Educación, Cultura y Deportes, 1991.
- Cuentos y lleendes --  Oviedo: Trabe, 2010.
- Hores ; Cantares y asturianaes --  Oviedo: Trabe, 2011.